# Takanobu Komiyama
Takanobu Komiyama (小宮山 尊信?, Komiyama Takanobu; Chiba, 3 ottobre 1984) è un ex calciatore giapponese, di ruolo difensore.